# 温室气体排放

於2021年發表的全球前15大溫室氣體排放國資料，橫軸表示人口，縱軸表示人均排放量。

人類活動產生的溫室氣體排放導致溫室效應加劇，造成氣候變化。燃燒煤炭、石油和天然氣等化石燃料產生的二氧化碳 (CO2) 是造成氣候變化最重要的因素之一。全球最大的排放國是中國，接著是美國。而就人均排放量，則是美國排名第一。大型石油和天然氣公司的的產品助長人類的排放。人類活動的排放讓地球大氣中的二氧化碳比第一次工業革命之前的平均水準增加約50%。不同溫室氣體的排放均呈現成長趨勢，但水準各不相同。 2010年代的平均排放量為每年560億噸，高於以前的任何十年期間。在1870年至2017年期間，化石燃料和工業的累積排放總量為425±20吉噸碳（GtC，一吉噸為十億噸) (相當於1,539吉噸二氧化碳（GtCO2）)，土地利用、土地利用改變與林業(LULUCF)產生的累積排放量為180±60吉噸碳 (相當於660吉噸二氧化碳)。同一期間的累計排放量，來自土地利用變化（例如森林砍伐）約佔31%，煤炭佔32%，石油佔25%，天然氣佔10%。
二氧化碳是人類活動產生溫室氣體中最主要者，佔導致全球變暖因素的一半以上。甲烷 (CH4) 排放幾乎具有相同的短期影響。相較之下，一氧化二氮 (N2O) 和氟化氣體 (F-氣體) 的作用較小。
發電、供熱和交通運輸是主要排放源，約佔排放量的73%。森林砍伐和土地利用變化也會排放二氧化碳和甲烷。人為甲烷排放的最大來源是農業，緊隨其後的是化石燃料開採時的有意宣洩排放和石化產業的逸散排放。最大的農業甲烷來源是畜養的牲畜。化學肥料是農田土壤排放一氧化二氮的部分原因。同樣的，冷媒中的氟化氣體在人類總排放量中也具有重大作用。
目前全球的二氧化碳當量排放率為每年人均6.6噸，遠超過根據《巴黎協定》要在2030年將全球升溫控制在1.5°C（2.7°F）之內（相對於工業化前的水準），人均排放必須控制在2.3噸的目標。已開發國家的人均排放量通常是開發中國家平均量的十倍。
碳足跡（或稱溫室氣體足跡）是種指標，用來比較不同商品或服務的整個生命週期中溫室氣體排放量。碳核算（或稱溫室氣體核算）是種方法架構，用來衡量和追蹤不同個體排放溫室氣體的數量。

## 溫室效應和全球暖化的相關性
溫室效应是指行星的大氣層因為吸收辐射能量，使得行星表面升溫的效应。由於溫室效应，行星表面溫度會比沒有大氣層時的溫度要高。以往認為其機制類似溫室使其中氣溫上昇的機制，故名為「溫室效应」。不少研究指出，人為因素使地球上的温室效应異常加劇，而造成全球暖化的效应。
太阳辐射主要是因為短波辐射，然而地面辐射和大气辐射則是长波辐射。大气对长波辐射的吸收力较强，对短波辐射的吸收力较弱。当太阳光照射到地球上，部分能量被大气吸收，部分被反射回宇宙，大約47%的能量被地球表面吸收，同时地球表面无论昼夜都以红外线的方式向宇宙散发吸收的能量，其中也有部分被大气吸收。
大气层像覆盖玻璃的温室一样，保存了一定的热量，使得地球不至于像没有大气层的月球一样，被太阳照射时温度急剧升高，不受太阳照射时温度急剧下降。一些理論認為，由於溫室氣體的增加，使地球整體所保留的熱能增加，導致全球暖化。 
如果沒有溫室效應，地球就會冷得不適合人類居住。據估計，如果沒有大氣層，地球表面平均溫度會是−18℃。正是有了温室效应，使地球平均温度维持在15℃，然而当下过多的温室气体导致地球平均温度高于15℃。

## 各種來源概述

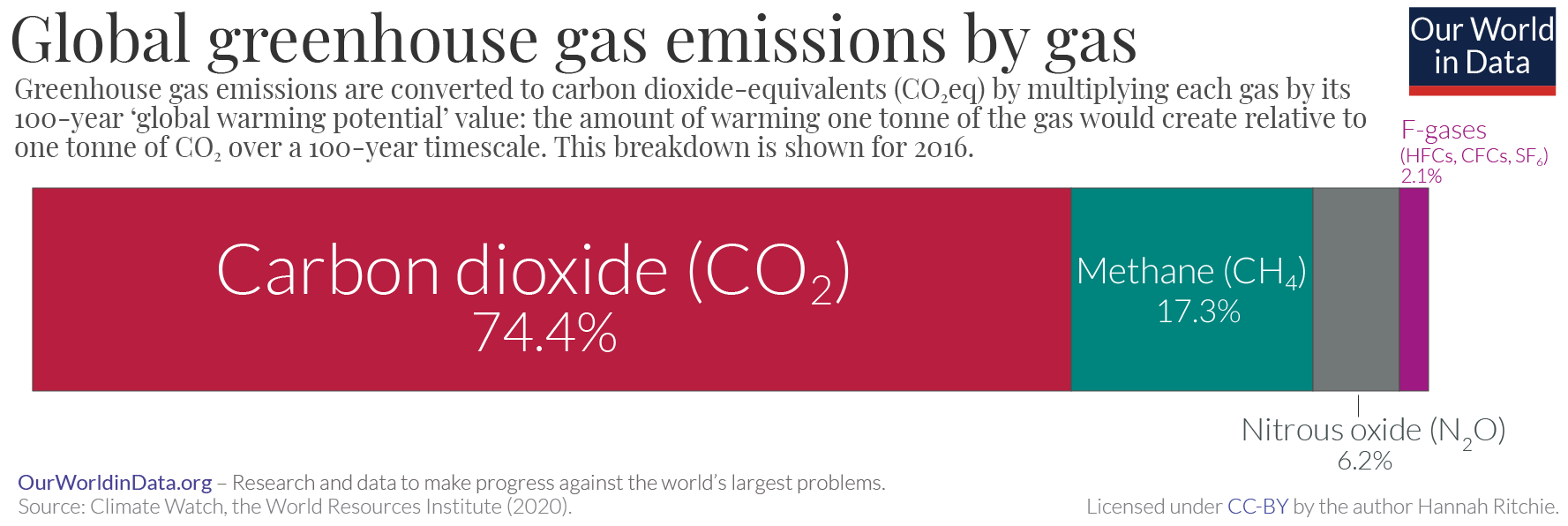
2016年全球溫室氣體排放組成。二氧化碳佔絕大部分 (74%), 次為甲烷 (17%)。

### 相關氣體
人為溫室氣體的主要來源是二氧化碳 、一氧化二氮 、甲烷、三組氟化氣體（六氟化硫（SF6)、氫氟碳化合物（HFC）和碳氟化合物（PFC）。雖然溫室效應在很大程度上是由水蒸氣所驅動，但人類排放的水蒸氣並不是導致暖化的重要因素。
雖然氯氟碳化合物（CFC）是溫室氣體，但受到《蒙特婁議定書》的監管，簽訂議定書的動機是因CFC會導致臭氧層消耗，而非導致全球暖化。臭氧層消耗對暖化的影響很小，但有時媒體會將此兩種過程混為一談。 來自170多個國家的代表於2016年在聯合國環境署高峰會上達成一項具有法律約束力的協議 - 在《蒙特婁議定書》的基加利修正案中議定要逐步淘汰HFC。 由於CFC-12有消耗臭氧層的特性，已被淘汰（某些必要用途則除外）。活性較低的鹵烷也將於2030年完成淘汰。

### 人類活動

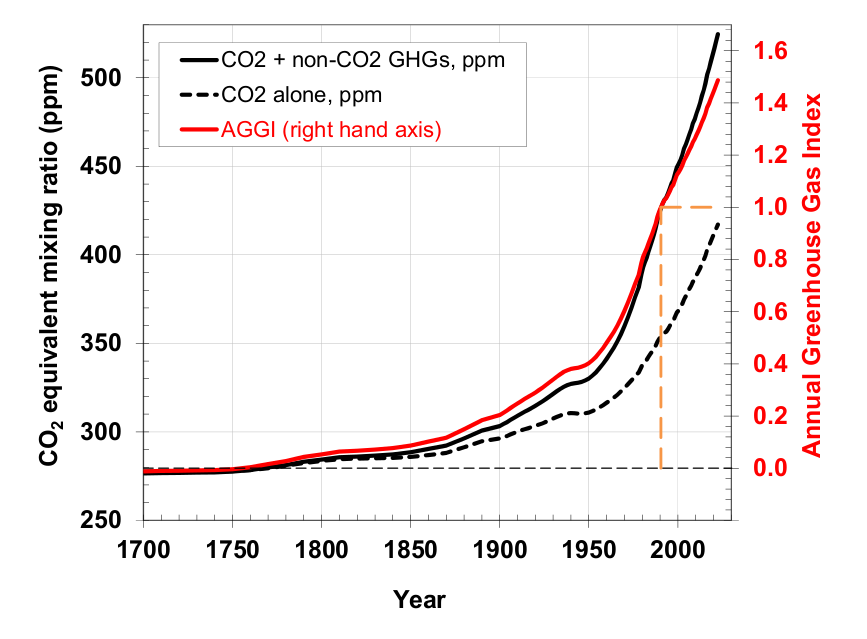
從1750年起，人類工業化過程中大氣中溫室氣體（以二氧化碳當量表示）的增長路徑，其中Annual Greenhouse Gas Index (AGGI)為一種指数，用於量化地球大氣中長壽命和充分混合温室氣體產生的直接氣候强迫增長。指數以1990年為基準，1表示當前强迫與1990年的相當，高於1表示强迫增加，低於1表示强迫减少。

由化石燃料驅動的工業活動大約從1750年開始顯著增加二氧化碳及其他溫室氣體的排放。第二次世界大戰結束後，全球人口和經濟活動自1950年左右開始持續擴張，排放量隨之迅速增長。截至2021年，測得的大氣中二氧化碳濃度已比工業化前水準高出近50%。
人類活動產生的溫室氣體主要來源是：
- 燃燒化石燃料和砍伐森林：估計於2015年排放的人為溫室氣體中，燃燒化石燃料佔62%。[28]最大單一來源是燃煤發電廠，截至2021年，其排放佔比為20%。[29]
- 土地利用變化（主要是源自熱帶地區的森林砍伐） 約佔人為溫室氣體排放總量的四分之一。[30]
- 牲畜腸道發酵（英语：enteric fermentation）和牲畜糞肥管理、[31]水稻種植、土地利用和濕地改變、人造湖泊、[32]輸送管道洩漏以及垃圾掩埋場排放，導致甲烷進入大氣。許多新型全通風化糞池系統可增強發酵過程，也是大氣甲烷的來源。
- 在製冷系統中使用CFC，在滅火系統和其製造過程中使用PFC和鹵代甲烷。
- 因在農業用地使用化學肥料而排放一氧化二氮。[33]
- 人為甲烷排放的最大來源是農業，緊隨其後的是化石燃料開採中的宣洩排放和逸散排放。[34][35]最大的農業甲烷來源是牲畜。牛是排放量最大的物種，約佔畜牧業排放量的65%。[36]

### 全球估計
全球每年溫室氣體排放量約為50吉噸，2019年排放的二氧化碳當量估計為57吉噸，其中包括源自土地利用變化而排放的5吉噸。於2019年，人為溫室氣體淨排放總量中約34%（20吉噸二氧化碳當量）來自能源供應部門、24%（14吉噸）來自工業、22%（13吉噸）來自LULUCF、15%（8.7吉噸）來自交通運輸，有6%（3.3吉噸）來自建築物。
目前人均排放率為每人每年6.6噸，遠高於為維持《巴黎協定》限制全球升溫的排放目標。
雖然有時城市被認為是人均甚高的排放源，但城市的人均排放量往往低於其所處國家的平均值。
2017年對排放企業進行的一項調查，發現排名在前100家公司的排放量佔全球直接和間接排放量的71%（參見導致氣候變化名列前茅的公司排名），其中國有企業的排放量佔比達到59%。
中國是亞洲，乃至全球最大的排放國：每年排放近100億噸，佔全球排放量的四分之一以上。其他快速成長的排放國包括韓國、伊朗和澳大利亞。另一方面，歐盟中15國和美國的人均排放量隨著時間的演進而逐漸減少。俄羅斯和烏克蘭自1990年以來因經濟結構調整，排放量下降最快。
2015年是全球首見經濟總體有成長，而碳排放卻減少的一年。

### 高收入國家與低收入國家間比較

人均二氧化碳排放與GDP的關聯圖（2018年），通則是人均所得越高，排放量就越高。

工業化國家的年人均排放量通常是開發中國家的十倍。:144由於中國經濟快速發展，其人均年排放量正在迅速接近《京都議定書》附件一國家的水平（即不含美國的已開發國家）。
非洲和南美洲都是相當小的排放區域：各佔全球排放量的3-4%。兩者的排放量幾乎與國際航空業或是航運業所產生的相當。

## 核算與報告

全球人均二氧化碳排放於20世紀中葉大增，但增加速率開始減緩。

### 變數
目前有幾種衡量溫室氣體排放的方法，包括有：
- 涵蓋的地理區域：排放量依地理位置予以歸屬（領土原則），或是依活動原則而將排放歸屬。例如測量從一國到另一國的電力輸入或於國際機場的排放量時，使用兩個原則會導致不同的結果。
- 不同氣體的存在時間長度：給定溫室氣體數量以二氧化碳當量報告。在做計算時會將該氣體在大氣中存在的時間列入考慮。但由於這些氣體在大氣中的複雜交互作用以及產生來源變動，必須定期更新以反映新資訊。
- 測量方式：排放可透過直接測量或是以估計來達成。四種主要方法是基於排放因子法、質量平衡法、預測式排放監測（英语：Greenhouse gas monitoring）系統和連續排放監測系統（英语：continuous emissions monitoring system）系統。這些方法在準確性、成本和可用性方面有所不同。由非營利組織及幾家公司組成的機構Climate Trace（英语：Climate Trace）在2021年聯合國氣候變化大會（第26屆聯合國氣候變遷大會）之前把各個大型工廠的排放以公開資訊方式予以揭露。[49]

各國有時會使用這些測量數據來主張有關氣候變化的政策/道德立場。:94使用不同的措施會導致其中間缺乏可比性，而會在監測目標進度時出現問題。對於採用通用測量工具方面，或在開發不同工具之間的溝通方面仍存在爭議。

### 報告
排放可經長期追蹤（稱為歷史或是累積排放測量）。這種測量方式提供一些導致大氣中溫室氣體濃度增加的指標。:199

### 國民帳戶餘額
國民經濟綜合帳戶餘額法是根據一個國家的出口和進口之間的差額來追蹤排放量。對許多富裕國家來說，因為進口商品多於出口商品，導致差額為負數。有此結果主要是由於在此類國家之外生產商品的成本會更低，導致已開發國家的經濟活動越來越依賴提供服務而非商品。有正帳戶餘額表示一個國家有更多生產活動，而有更多營運的工廠會增加碳排放水準。
也可在更短的時間內測量排放量。例如可根據以1990年作為基準年來衡量。《聯合國氣候變化綱要公約》(UNFCCC) 使用1990年作為測量排放量的基準年，《京都議定書》也使用1990年作為基準年（但某有些氣體是從1995年開始測量）。:146, 149一個國家的排放量也可用在特定年份全球排放量中的佔比來報告。
另一種衡量法是人均排放量。將一個國家的年度總排放量除以該國於年中的人口數目。:370人均排放量可能以歷史上或是年度的排放量來表達。:106–107

### 隱含排放
表達溫室氣體排放歸因的一種方式是測量在消費的商品中隱含的排放。通常衡量排放量是以產量而非以消耗量為之。例如在UNFCCC中，各國報告的是其境內產生的排放（如燃燒化石燃料產生的排放）。:179:1在基於生產的排放核算中，進口貨物的隱含排放歸因於出口國，而非進口國。根據基於消費的排放核算，進口商品的隱含排放歸因於進口國，而非出口國。
二氧化碳排放量的很大部分經由國際貿易而易手。貿易的淨效果是將中國和其他新興市場的排放量出口到美國、日本和西歐的消費者。:4

### 碳足跡
碳足跡（也稱為溫室氣體足跡）指的是由個人、事件、機構、服務、地點或產品產生的溫室氣體 (GHG) 排放總量，以二氧化碳當量 (CO2) 表示。溫室氣體包括含碳氣體如二氧化碳和甲烷，會經由燃燒化石燃料、土地清理以及生產及耗用食品、製成品、材料、木材、道路、建築物、運輸和其他服務而排放。
在大多數情況下，由於對產生過程中複雜的相互作用（包括儲存或釋放二氧化碳的自然過程）了解不足，因此無法對總體碳足跡作準確估計。為此，研究人員Wright、Kemp和Williams提出碳足跡的定義為：
衡量特定人群、系統或活動的二氧化碳和甲烷排放總量（相關人群、系統或活動的空間和時間範圍內所有相關來源、彙整和儲存均列入考慮），採相關百年全球暖化潛勢 (GWP100) 計算所得的二氧化碳當量。
溫室氣體盤查議定書（Greenhouse Gas Protocol）把溫室氣體的範圍予以擴大。
包含《京都議定書》所涵蓋的7種溫室氣體的核算和報告 - 二氧化碳  (CO2)、甲烷 (CH4)、一氧化二氮 (N2O)、氫氟烴 (HFCs)、碳氟化合物 (PCFs)、六氟化硫 (SF6) 和三氟化氮 (NF3)。
全球2014年人均碳足跡約為5公噸二氧化碳當量。計算碳足跡的方法有多種，環保組織大自然保護協會認為美國公民的平均碳足跡為16噸。此數字名列世界最高者之一，導致該國要實施新政策以將其降低。學者們估計紐約市到2050年可把當地建築物的碳足跡消除。根據紐約市的文件和國家統計數據，該市能直接控制的重要做法是把其集中供熱的碳排放消除，此排放佔紐約市報告碳排放量的30%，在能源相關的碳排放量中佔比則為58%。 

### 排放強度
排放強度是溫室氣體排放與其他指標（例如國內生產毛額（GDP）或能源使用量）之間的比率。有時也稱為"碳強度"和"排放強度"。排放強度可使用現行市場匯率（MER）或購買力平價（PPP）來計算。:96基於MER的計算顯示已開發國家和開發中國家之間的排放強度差異較大，而基於PPP的計算所顯示的差異會較小。

### 範例工具和網站
碳核算（也稱溫室氣體核算）是衡量和追蹤一組織排放溫室氣體數量的方法架構。

#### Climate TRACE
本節摘自Climate TRACE。
Climate TRACE（即時追蹤大氣碳排放（Tracking Real-Time Atmospheric Carbon Emissions）的簡稱）是個獨立組織，可監測和發佈在數週內發生的溫室氣體排放量。此組織於2021年COP26（第26屆聯合國氣候變遷大會）之前啟動，它將二氧化碳和甲烷的監測、報告和驗證技術改進，利用衛星資料和人工智慧來監測世界各地的煤炭開採地點和發電廠煙囪等排放來源。

## 歷史趨勢

### 累積及歷史排放量

從1880年起的不同二氧化碳來源排放成長趨勢。

人類使用化石燃料所產生的二氧化碳累積排放是全球暖化的主要原因，並顯示出哪些國家對人為造成的氣候變化影響最大。二氧化碳在大氣中可存在至少150年至長達1,000年，甲烷會在十年左右的時間內消失，而一氧化二氮可持續約100年。此類數字顯示哪些地區對人類造成的氣候變化影響最大。:15
於1890年至2007年期間，非經合組織國家佔與能源相關累計二氧化碳排放量的42%。:179–80 在此期間，美國佔排放量的28%、歐盟佔23%、日本佔4%、其他經合組織國家佔5%、俄羅斯佔11%、中國佔9%、印度佔3%，世界其他地區佔18%。:179–80
整體而言，已開發國家於此段期間的工業二氧化碳排放量佔全球此類排放的83.8%，佔二氧化碳總排放量的67.8%。在此期間，開發中國家的工業二氧化碳排放量佔此類排放的16.2%，佔二氧化碳排放總量的32.2%。
然而當我們審視當今世界各地的排放量時，就會清楚發現曾在歷史上排放量最高的國家並非一定是當今最大的排放國。例如英國於2017年的排放量僅佔全球的1%。
相較之下，人類迄今排放的溫室氣體比導致恐龍滅絕（白堊紀—古近紀滅絕事件）的希克蘇魯伯隕石坑撞擊事件所產生的還要多。
交通運輸和發電是導致歐盟溫室氣體排放的主要來源。單獨交通運輸業與發電加上幾乎所有其他行業相比，所產生的溫室氣體排放量持續上升。交通運輸排放量自1990年起已增加30%。交通運輸部門約佔排放量的70%，其中大部分排放是由乘用車和貨車所造成。公路旅行是交通運輸溫室氣體排放中的排名第一來源，其次是航空業和海運業。水路運輸仍是平均碳強度最低的運輸方式，是永續供應鏈中的重要一環。
建築物與工業一樣，導致直接排放的溫室氣體約佔總量的五分之一，主要由於供暖和熱水消耗。但加上建築物內的電力消耗，佔比會攀升至三分之一以上。
歐盟內部的農業部門目前約佔溫室氣體排放總量的10%，其中牲畜排放的甲烷約佔這10%中的一半以上。
二氧化碳排放總量的估計包括生物炭排放，主要是因為森林砍伐的結果。:94將生物排放列入會帶來前面提到的有關碳匯和土地利用變化的相同爭議。:93–94實際計算淨排放量會非常複雜，並受到區域間碳匯分配方式和氣候系統動態的影響。

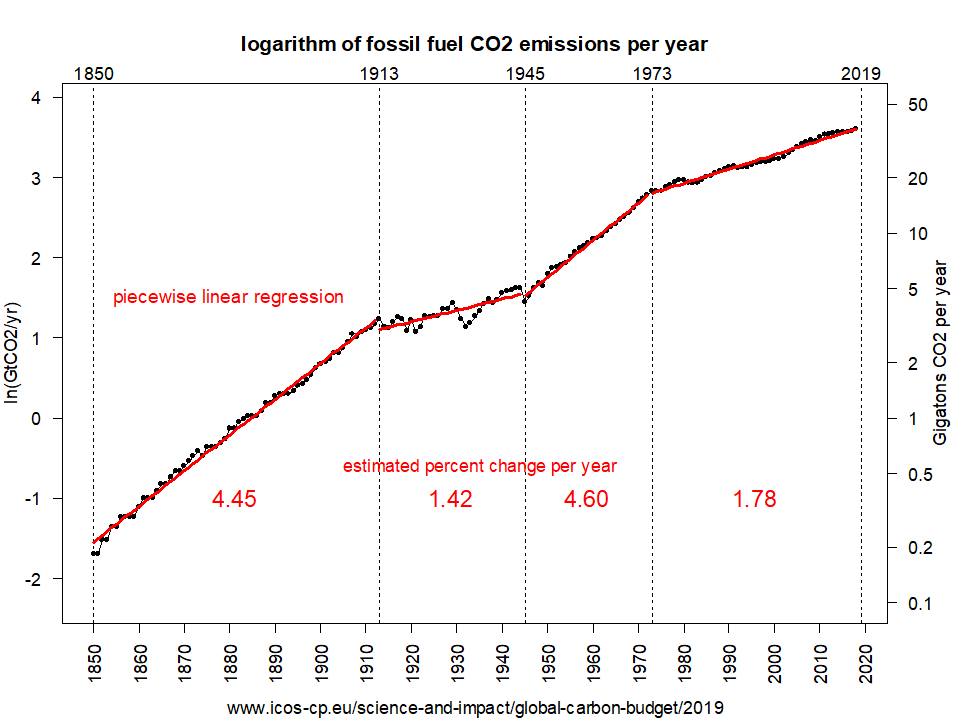
由化石燃料排放二氧化碳的成長對數趨勢，於1913、1945與1973這三年可看出明顯的成長。

此圖顯示於1850年至2019年化石燃料二氧化碳排放量的對數。左側為自然對數，右側為每年1吉噸的實際值。排放量在170年期間每年整體增加約3%，但可檢測到明顯不同的成長率間隔（在1913年、1945年和1973年時發生幅度甚大的轉折）。根據回歸線，排放量可迅速從一種增長方式轉變為另一種增長方式，然後持續很長一段時間。最近一次排放量成長下降（幾乎下降3個百分點）是在20世紀1970年代能源危機期間。所用數據取自綜合碳觀測系統。

### 自特定基準年以來的變化
全球二氧化碳排放量從1990年代的每年增加1.1%，到2000起每年急劇增加為3%以上（大氣中二氧化碳濃度每年增加超過2百萬分比（ppm）），這是由於開發中國家和已開發國家雙方之前的碳強度下降趨勢已經消失。在此期間，中國對全球排放量成長的影響最大。相較之下，甲烷並沒明顯增加，而二氧化氮年增加率為0.25%。
測量排放量時，採用不同的基準年，對於估計國家對全球暖化貢獻度的估計會有不同的結果。:17–18解決此問題，可將一個國家從一特定基準年開始對全球暖化的最高貢獻度除以從同一特定基準年開始對全球暖化的最低貢獻度，然後在各國間作比較。在1750年、1900年、1950年和1990年之間進行基準年選擇對大多數國家都有顯著影響。:17–18在八大工業國組織（G8）國家中，對英國、法國和德國的影響最為顯著。這些國家有悠久的二氧化碳排放歷史。

### 來自全球碳計畫的數據

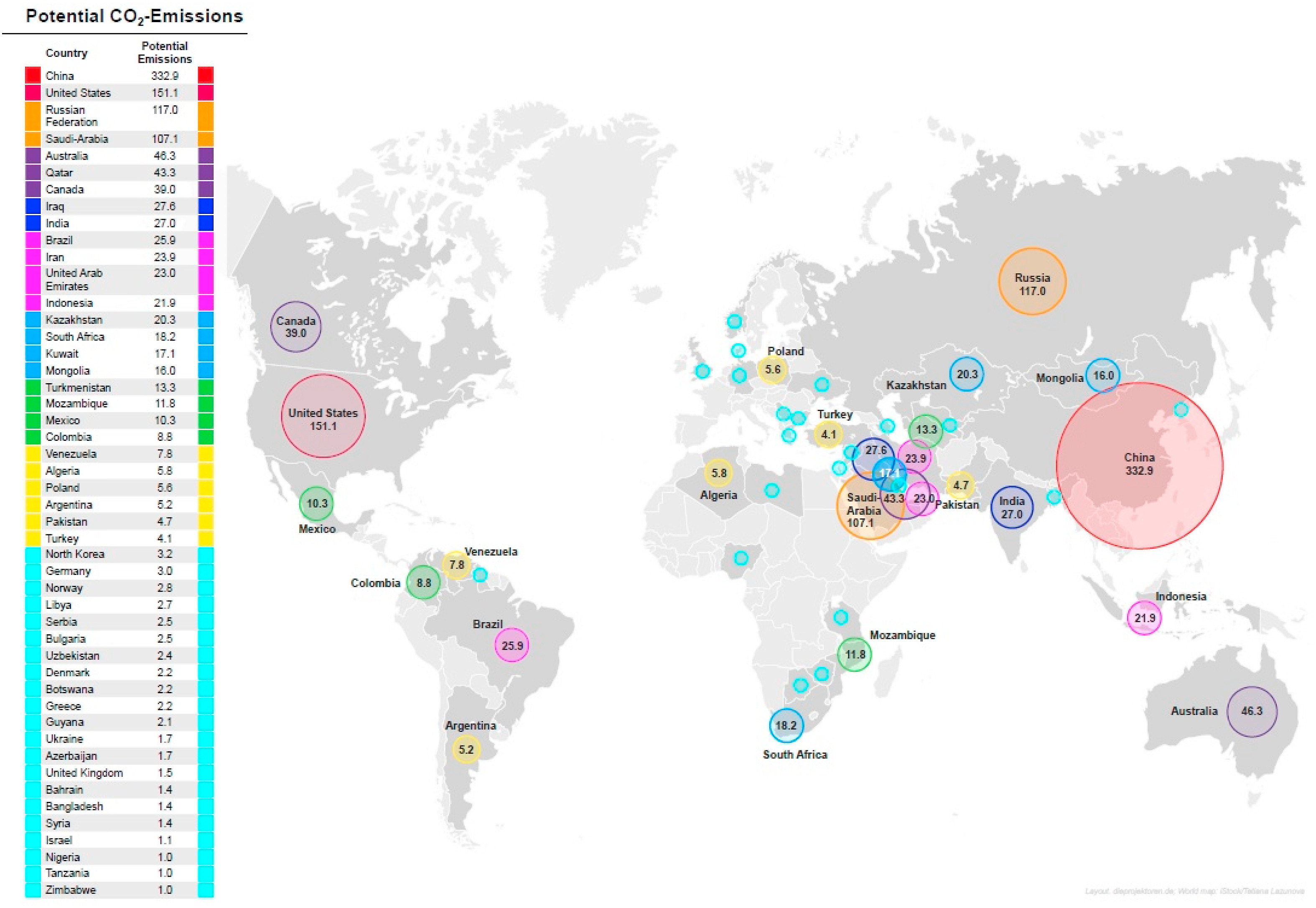
全球各大化石燃料開發地點（稱為"碳炸彈"）圖，這些計畫經充分開發後均有排放1吉噸二氧化碳的潛力。

成立於2001年的組織全球碳計畫持續發佈有關二氧化碳排放、碳預算和濃度的數據。
| 年            | 石化燃料及工業排放（吉噸碳） (未計入水泥碳化，吸收二氧化碳) | 土地利用改變 （吉噸碳） | 總計 （吉噸碳） | 總計 吉噸二氧化碳 |
| ------------- | ----------------------------------------------------------- | ----------------------- | --------------- | ----------------- |
| 2010年        | 9.106                                                       | 1.32                    | 10.43           | 38.0              |
| 2011年        | 9.412                                                       | 1.35                    | 10.76           | 39.2              |
| 2012年        | 9.554                                                       | 1.32                    | 10.87           | 39.6              |
| 2013年        | 9.640                                                       | 1.26                    | 10.9            | 39.7              |
| 2014年        | 9.710                                                       | 1.34                    | 11.05           | 40.2              |
| 2015年        | 9.704                                                       | 1.47                    | 11.17           | 40.7              |
| 2016年        | 9.695                                                       | 1.24                    | 10.93           | 39.8              |
| 2017年        | 9.852                                                       | 1.18                    | 11.03           | 40.2              |
| 2018年        | 10.051                                                      | 1.14                    | 11.19           | 40.7              |
| 2019年        | 10.120                                                      | 1.24                    | 11.36           | 41.3              |
| 2020年        | 9.624                                                       | 1.11                    | 10.73           | 39.1              |
| 2021年        | 10.132                                                      | 1.08                    | 11.21           | 40.8              |
| 2022年 (預測) | 10.2                                                        | 1.08                    | 11.28           | 41.3              |

## 不同溫室氣體排放量
不同溫室氣體排放組成（2020年）
土地利用變化未列入計算
總計：49.8吉噸二氧化碳當量。:5
不同燃料所排放的二氧化碳組成。
二氧化碳佔溫室氣體排放的很大部分，而甲烷排放的短期影響幾乎與二氧化碳相同。相較之下，一氧化二氮和氟化氣體的作用較小。
溫室氣體排放量以二氧化碳當量衡量，而二氧化碳當量則由這些氣體的全球暖化潛勢 (GWP) 決定，而全球暖化潛勢則由氣體在大氣中的壽命決定。估計時很大程度上由海洋和陸地吸收這些氣體的能力決定。短期氣候污染物（SLCP）(包括甲烷、氫氟碳化物、對流層臭氧和黑碳）在大氣中持續存在的時間從數天到15年不等，而二氧化碳可在大氣中保留數千年。減少SLCP排放量可將全球暖化的持續速率降低近一半，並將預期的北極暖化速率降低三分之二。
全球於2019年的溫室氣體排放量估計為57.4吉噸二氧化碳當量，而僅二氧化碳排放量就達42.5吉噸（包括土地利用變化 (LUC) 在內）。
脫碳是甚為重要的長期措施，但處理對氣候影響更快的短期污染物也同樣重要，將針對此兩因素的措施結合，對實現氣候目標非常重要。

### 二氧化碳
- 化石燃料：石油、天然氣和煤炭是人為全球暖化的主要驅動因素，於2019年年排放量為35.6吉噸二氧化碳（佔比89%)）。[101]:20
- 水泥生產估計排放量為1.42吉噸二氧化碳（佔比4%）。
- 土地利用變化（LUC）是森林砍伐遠高於林地復育的結果，粗略估計為4.5吉噸二氧化碳排放量。光是野火每年就造成約7吉噸二氧化碳排放量。[102][103]
- 化石燃料作非能源使用、生產焦炭過程中的碳損失以及原油/天然氣生產中的燃除（英语：Gas flare）也會產生二氧化碳。[101]

### 甲烷

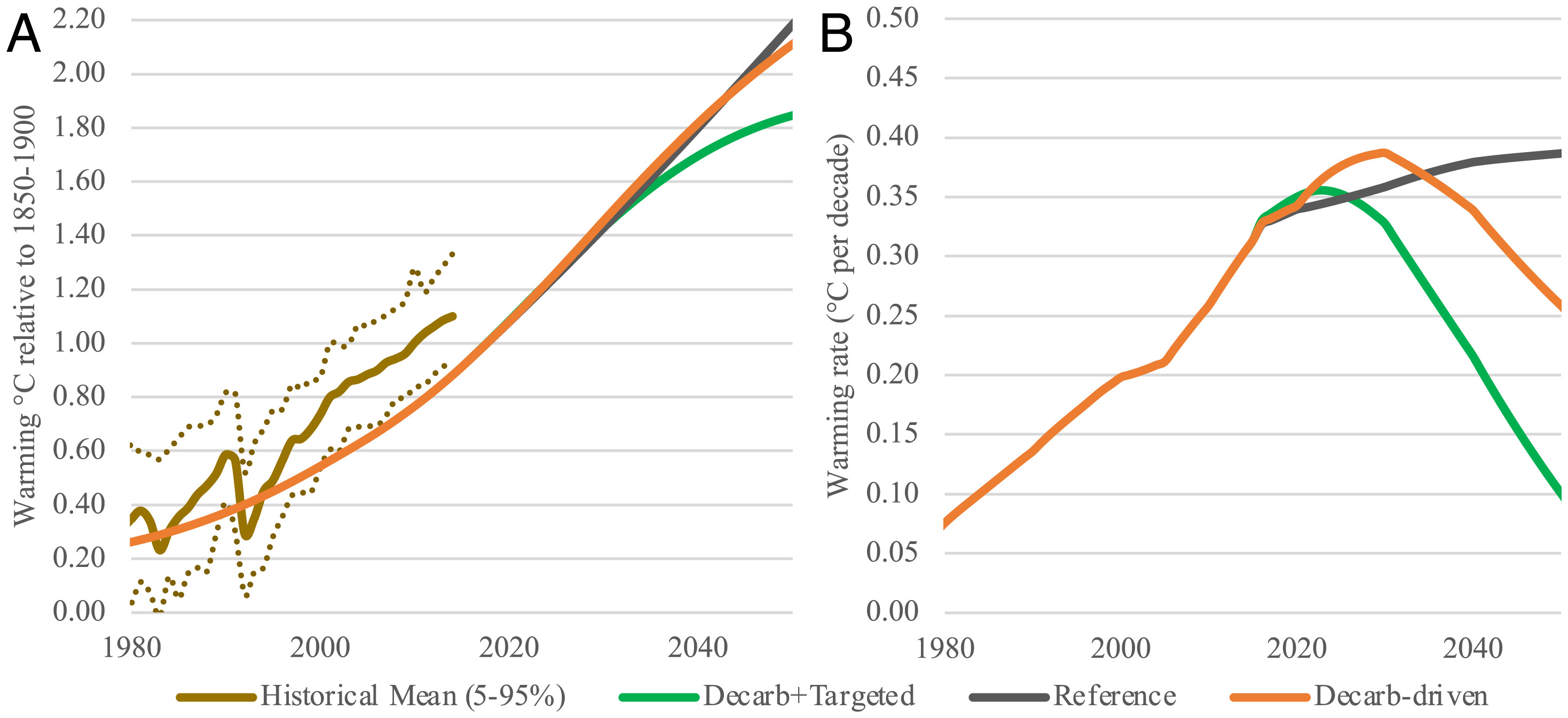
根據歷史資料與全球升溫情景預測迄2050年的升溫趨勢，但採取緩解措施，消除短壽命溫室氣體（如甲烷）預計可產生抑制的效果。

甲烷能產生很高的直接影響，它在在5年吸收熱量的能力是二氧化碳的100倍。因此目前3.89億噸的甲烷排放量:6與總體二氧化碳排放量具有大致相同的短期全球暖化效應，並有引發氣候和生態系統不可逆轉的風險。將目前的甲烷排放量減少約30%將導致其於大氣中的濃度維持穩定。
- 化石燃料相關活動佔甲烷排放的大部分（32%），包括煤炭開採（12%）、天然氣開採與輸送中的洩漏（11%）以及石油開採中的宣洩排放（9%）。[101]:6[101]:12
- 牲畜（28%），其中牛（21%）為主要來源，其次是水牛（3%）、綿羊（2%）和山羊（1.5%）。[101]:6, 23
- 人類廢棄物和污水（21%）：當垃圾掩埋場的生物質廢棄物以及生活和工業污水中的有機物質在厭氧條件下被細菌分解時，會產生大量甲烷。[101]:12
- 水稻種植是另一農業來源（10%），被水淹沒的田地中有機物質會受厭氧分解而產生甲烷。[101]:12

### 一氧化二氮
一氧化二氮具有高GWP和顯著的臭氧消耗潛力。估計一氧化二氮在100年內的暖化潛力是二氧化碳的265倍。對於此種氣體，需要減少50%以上排放才能維持其在大氣中的穩定。
一氧化二氮的大部分排放量來自農業(56%) ，尤其是畜養牲畜：牛（牧場中的糞便）、化肥、牲畜糞肥管理。:12另外的來源是化石燃料(18%) 和燃燒生物燃料，以及己二酸（用於生產尼龍）和硝酸的工業生產。

### F-氣體
氟化氣體包括HFC、PFC、SF6和三氟化氮 (NF3)。它們用於電力行業的開關設備、半導體製造、鋁生產，另有尚不知來源的SF6排放。:38根據《蒙特婁議定書》基加利修正案，繼續逐步減少HFC的製造和使用將有助於減少其排放，同時又能提高空調、冰櫃和其他製冷設備等的能源效率。

### 氫氣
氫氣洩漏會間接導致全球暖化。當氫氣在大氣中被氧化時，結果是對流層和平流層中溫室氣體的濃度會增加。氫氣可能從氫氣生產設施以及任何運輸、儲存或消耗氫氣的基礎設施中洩漏。

### 黑碳
黑碳是經由化石燃料、生物燃料和生物質的不完全燃燒而形成。它並非溫室氣體，而是輻射強迫物質。黑碳沉積在雪和冰上時可吸收陽光並降低反照率。其與雲的相互作用可能會引起間接加熱作用。黑碳在大氣中僅停留幾天到幾週。可透過將煉焦碳爐升級、在柴油引擎上安裝顆粒物過濾器、減少常規燃除作業，以及最大限度減少露天燃燒生物質來降低排放。

## 各經濟部門排放量

不同經濟部門所造成的溫室氣體排放，含直接及間接效果（2019年）。

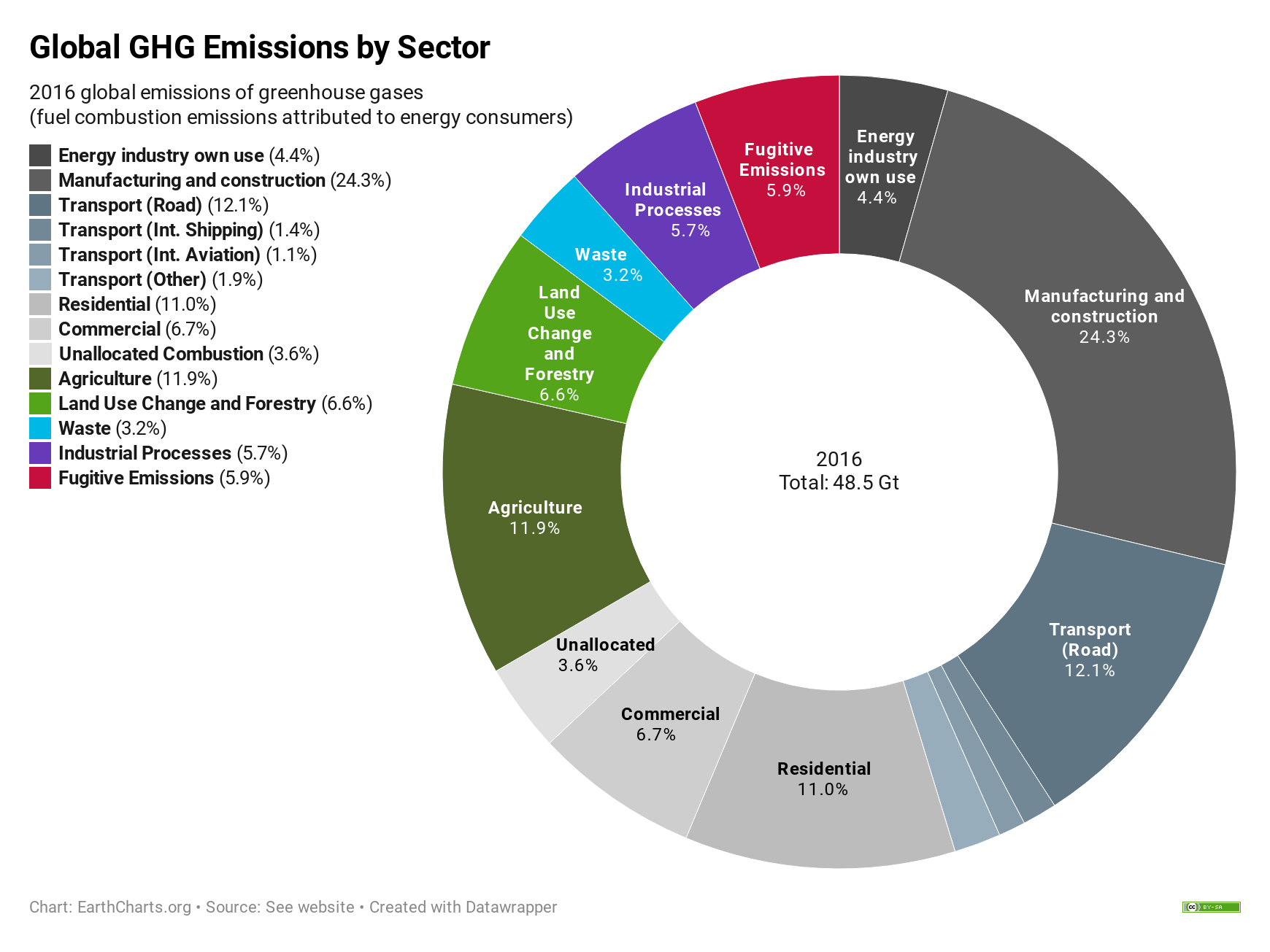
全球不同經濟部門的溫室氣體（列於京都議定書中的）排放比例（2016年）。數字均以二氧化碳當量表示。

全球溫室氣體排放可歸因於不同的經濟部門。了解其對氣候變化造成的不同影響程度，有助於了解氣候變化緩解所需的行動。
溫室氣體排放可分為因燃燒燃料取得能量而產生的溫室氣體排放，和其他過程所產生的。大約三分之二的溫室氣體排放來自燃燒過程。
能量可在消耗點產生，或在生產電力以供他處消耗之時。因此生產能源而產生的排放可根據生產地點，或是能源消耗地點進行分類。如果排放量歸因於生產地點，那麼發電機的排放量約佔全球溫室氣體排放量的5%。如果這些排放歸因於最終消費者，那麼總排放量的24%來自製造業和建築業，17%來自運輸業，11%來自家庭消費者，7%來自商業消費者。大約有4%的排放量來自能源和燃料產業本身消耗的能源。
其餘三分之一的排放來自能源生產以外的製程。總排放量的12%來自農業、7%來自土地利用變化和林業、6%來自工業流程，及3%來自廢棄物。

### 發電

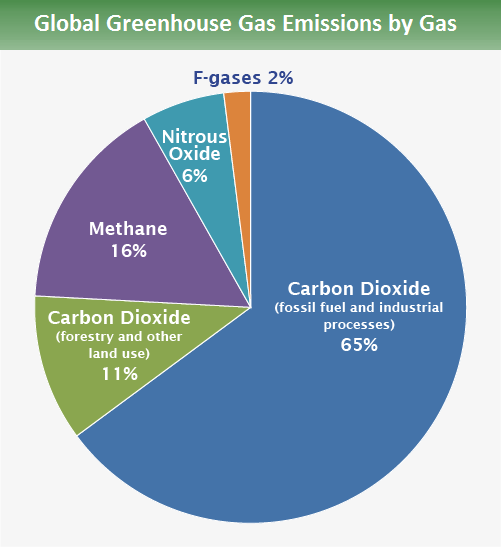
全球溫室氣體排放組成（2015年）。

燃煤發電廠是最大的單一排放源，於2018年佔全球溫室氣體排放量的20%以上。天然氣發電廠的污染比燃煤電廠少得多，但它也是個主要排放源，2018年火力發電量廠的排放佔全球總排放量的25%以上。值得注意的是根據對221個國家中29,000多個化石燃料發電廠的盤查，發現其中僅5%發電廠就佔發電碳排放量近四分之三。聯合國政府間氣候變化專門委員會（IPCC）於2022年發表的報告指出，如果能將能源服務現代化，溫室氣體排放最多只會增加幾個百分點，這種小幅增長表示既能提升人類生活水平，而使用的能源又可遠低於當前的水平。

### 農業、林業和土地利用

#### 農業
農業產生的溫室氣體排放數量龐大：由農業、林業和土地利用三個部門的排放，佔全球排放量的13%至21%。最終導致氣候變化。農業的排放有兩種：直接溫室氣體排放以及將森林等非農業用地轉變為農業使用，而間接導致的排放。農業溫室氣體排放中一氧化二氮和甲烷的排放量佔總量的一半以上。 畜牧業所產生的溫室氣體排放佔整體農業排放的大部分，並耗用約30%的農業淡水用量。
農業中的食物系統也是造成大量溫室氣體排放的來源，除在大量土地利用及化石燃料使用時產生溫室氣體之外，也經由種植水稻和飼養牲畜等做法直接導致溫室氣體排放。在過去250年來觀測到的全球溫室氣體增加，三個主要原因是燃燒化石燃料、土地利用及農業活動。飼養動物的消化系統有兩類：單胃動物和反芻動物。用於生產牛肉和乳製品的牛是反芻動物，其溫室氣體排放量名列前茅，單胃動物，如豬隻和家禽類的排放並不高。單胃動物具有更高的飼料轉換效率，也不會產生很多甲烷。二氧化碳是在農作物生長後期透過植物和土壤呼吸作用，被重新排放到大氣中，導致更多的溫室氣體排放。估計氮肥製造和使用過程中所產生的溫室氣體數量約佔人為溫室氣體排放量的5%。減少化學肥料排放最重要的手段是減少其使用，同時也須將使用效率提高。

#### 森林砍伐

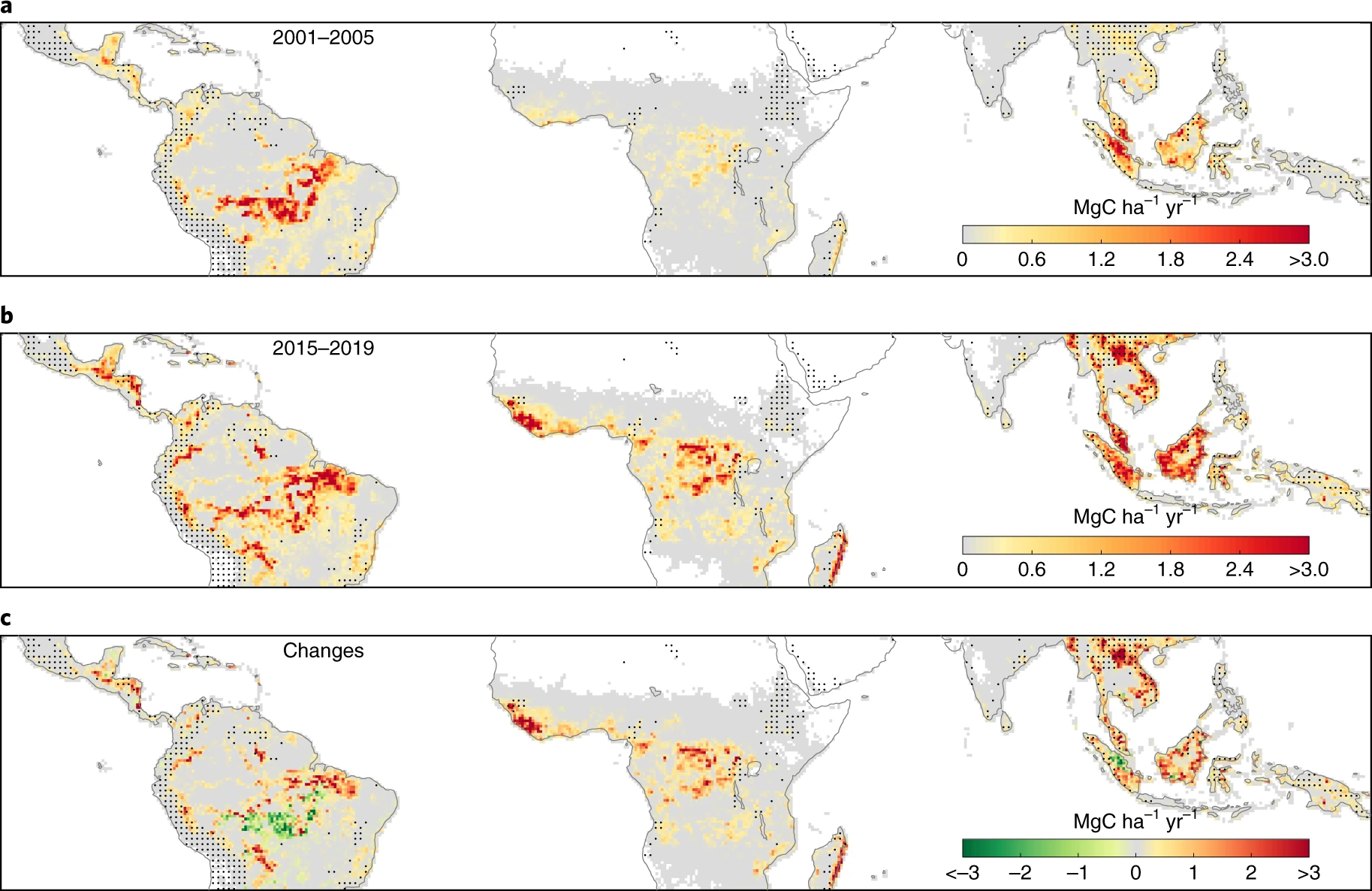
全球因森林砍伐而釋出的二氧化碳（平均數），上圖為2001年-2005年期間，下圖為2015年-2019年期間。

森林砍伐也是溫室氣體排放的主要來源。一項研究顯示熱帶森林砍伐造成的年度碳排放量在過去二十年中翻了一倍，且在繼續增加中。（2001年至2005年期間每年有0.97 ±0.16吉噸碳，而在2015年至2019年期間每年有1.99 ±0.13吉噸碳 ）

#### 土地利用變化

於拉丁美洲、東南亞、非洲及太平洋島嶼，因土地利用改變而導致當地有大量的溫室氣體排放。

土地利用變化，例如砍伐森林改作農業用途，會將儲存於碳匯的碳量釋放進入大氣，增加其中溫室氣體濃度。土地利用變化的核算可理解為衡量"淨"排放的概念，即所有來源的總排放扣除例如森林的碳匯從大氣中清除的溫室氣體。:92–93
淨碳排放量的計量存在很大的不確定性。此外，關於碳匯應如何在不同地區和在不同的時代間分配也存在爭議。:93例如關注現代的碳匯變化可能對那些較早之前經歷過砍伐森林的地區（例如歐洲）有利。
於1997年，人為造成的印尼泥炭沼澤森林火災，估計產生的碳排放是全球燃燒化石燃料平均排放量的13%至40%。

### 人員和貨物運輸

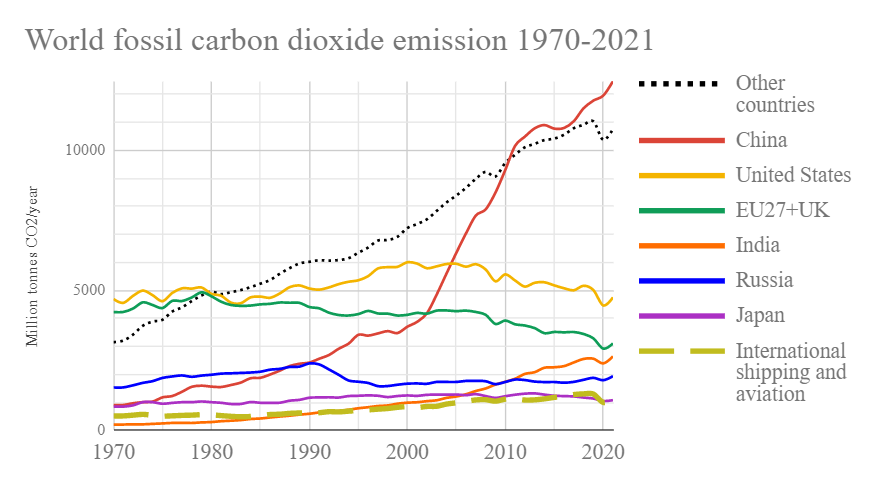
航空業與海運業共同產生可觀的二氧化碳排放（虛線部分）。

交通運輸產生的排放量佔全球的15%。全球交通運輸二氧化碳排放量的四分之一以上來自公路貨運，因此許多國家正在進一步限制卡車二氧化碳排放，以助於限制氣候變化。
海上運輸產生的排放量佔所有排放量的3.5%至4%，主要是二氧化碳。航運業於2022年產生的排放量佔全球的3%，使其成為"全球第六大溫室氣體排放個體，排名介於日本和德國之間。"

#### 航空
噴射客機排放二氧化碳、氮氧化物、凝結尾跡和顆粒物，均有導致氣候變化的作用。全球於2018年的航空營運產生的二氧化碳排放量佔所有碳排放量的2.4%。
人類於2020年的活動對氣候的整體影響中約有3.5%來自航空業。該部門於近20年來的排放量翻了一倍，但於全球的排放佔比中並沒有改變，因為其他部門的排放也在增長。
客機二氧化碳平均直接排放量（不考慮高空輻射效應）的一些代表性數據，以二氧化碳和每乘客公里二氧化碳當量表示：
- 國內短途，小於463公里（288英里）：257克/公里二氧化碳，或259克/公里（14.7盎司/英里）二氧化碳當量
- 長途飛行：113克/公里二氧化碳，或114克/公里（6.5盎司/英里）二氧化碳當量

### 建築物與營建
於2018年製造建築材料和維護建築物的二氧化碳排放量佔能源和製程相關排放量的39%。玻璃、水泥和鋼鐵的製造佔能源和製程相關排放量的11%。由於建築施工是項重大投資，因此到2050年，三分之二以上的現有建築仍將存在。為實現《巴黎協定》的目標，有必要對現有建築進行改裝以提高效率，僅要求新建建築適用低排放標準無法符合整體需求。產生能源與消耗能源一樣多的建築物稱為零碳建築，而產生能源多於消耗的建築無稱為正能量建築。低能耗建築的設計是高效的低能耗和低碳排放 - 其中一種流行的類型是被動式節能屋。
建築業在建築性能和能源效率方面在近幾十年來已取得顯著進步。綠色建築可避免排放或是可捕集環境中已存在的碳，而降低建築行業的足跡，例如於建築和景觀美化中使用麻凝土、纖維素絕緣材料。
全球建築業於2019年排放12吉噸二氧化碳當量。其中95%以上是碳，其餘5%是甲烷、一氧化二氮和有機鹵化物。
建築部門中最大的排放來源（佔總量的49%）是產生其所需的電力。
在全球建築業產生的溫室氣體排放中，28%來自鋼鐵、水泥和玻璃等建築材料的製造過程中所產生。鋼鐵和水泥生產會排放大量二氧化碳。例如於2018年，鋼鐵生產佔全球二氧化碳排放量的7%至9%。
全球建築業的溫室氣體排放所剩餘的23%是直接在建築現場產生。

#### 建築業的隱含碳排放
隱含碳排放（或稱前期碳排放 (upfront carbon emissions(UCE）) 是創建和維護建築材料的結果。截至2018年，"隱含碳排放佔全球溫室氣體排放量的11%，佔全球建築業排放量的28%……從現在到2050年，隱含碳排放將佔新建建築排放總量的近一半。" 
建築材料的開採、加工、製造、運輸和安裝過程中產生的溫室氣體排放被稱為材料的隱含碳排放。透過使用低碳材料進行建築結構和飾面、減少拆除以及盡可能重複利用建築物和建築材料，可減少建築項目的隱含碳排放。

### 工業流程
截至2020年，位於南非的合成燃料工廠Secunda CTL是世界上最大的單一排放個體，每年排放5,650萬噸二氧化碳。

#### 採礦
將油井中湧出的天然氣以燃除方式處理，還有宣洩排放是溫室氣體排放的重要來源。自1970年代約1.1億噸/年的峰值以來，這種排放已下降四分之三，在2004年的排放約佔所有人為排放量的0.5%。
世界銀行估計每年燃除或是洩漏的天然氣量為1,340億立方公尺（2010年數據），相當於德國和法國每年消耗天然氣的總和，這種數量足以供全世界使用16天。燃除的做法高度集中：前10個國家加總佔排放量的70%，前20個國家加總佔85%。

#### 鋼和鋁
鋼鐵和鋁生產這兩個經濟部門是執行碳捕集與封存的關鍵所在。根據一項在2013年所做的研究，"鋼鐵業於2004年排放的二氧化碳約5.9億噸，佔全球人為溫室氣體排放量的5.2%。鋼鐵生產排放的二氧化碳主要來自燃燒化石燃料，以及使用石灰石以純化氧化鐵。"

#### 塑膠
塑膠主要由化石燃料產出。估計全球溫室氣體排放量的3%至4%，與塑膠的生命週期有關聯。美國國家環境保護局（EPA）估計每生產一個質量單位的聚對苯二甲酸乙二酯(PET)（最常用於製造飲料瓶的塑膠類），就會排放多達5個質量單位的二氧化碳，與之相關的運輸也會產生溫室氣體。塑膠廢棄物降解時會排放二氧化碳。一項於2018年所做的研究聲稱環境中一些最常見的塑膠在暴露於陽光下時會釋放溫室氣體 - 甲烷和乙烯，其數量之大可能會影響到氣候。
由於塑膠比玻璃或金屬更輕，因此運輸塑膠可減少能源消耗。當玻璃或金屬包裝是一次性用途時，改用PET預計可節省52%的運輸能源。
有份《塑膠與氣候》的報告於2019年發佈，稱當年塑膠的生產和焚燒將向大氣排放相當於8.5億噸二氧化碳。按照目前的趨勢，預計到2030年，塑膠的年生命週期溫室氣體排放量將增長至13.4億噸，而到2050年，塑膠的生命週期排放量可能達到560億噸，相當於地球剩餘碳預算的14%。報告稱唯有減少消耗才能解決問題，而其他諸如生物可降解塑料、海洋清理、在塑料工業中使用再生能源等措施的收效甚微，在某些情況下甚至可能會讓問題變得更嚴重。

#### 紙漿和紙張
全球印刷和造紙產業約佔二氧化碳排放量的1%。紙漿與造紙工業的溫室氣體排放來自原料生產和運輸、污水處理設施、外購電力、相關產品運輸、處置和回收，各種流程所消耗的化石燃料。

### 各種服務

#### 數位服務
資料中心（不包括加密貨幣挖礦）和資料傳輸於2020年分別消耗全球約1%的電力。數位經濟產生的溫室氣體排放量佔全球排放量的2%至4%，其中很大部分來自晶片製造。然而此部門有減少全球份額較大的其他部門排放的作用，例如人員移動，可能也包括建築和工業部門。
加密貨幣的挖礦工作需要用到大量電力，會產生大量碳足跡。估計於2016年1月1日至2017年6月30日期間，比特幣、以太坊、萊特幣和門羅幣等區塊鏈工作量證明（俗稱挖礦）已向大氣排放300萬噸至1,500萬噸二氧化碳。預計到2021年底，比特幣的挖礦將產生6,540萬噸二氧化碳，與希臘一國所產生的相同，每年消耗91至177太瓦時（tWh=1012watt-hour）。比特幣是能源效率最低的加密貨幣，每筆交易會耗用707.6千瓦時（kWh=103watt-hour）的電力。
有項在2015年所做的研究，調查2010年至2030年間全球資訊及通訊技術(CT) 的用電量。CT用電量分為四個主要類別：(i) 消費設備，包括個人電腦、行動電話、電視和家庭娛樂系統、 (ii) 網路基礎設施、 (iii) 資料中心計算與儲存裝置，以及 (iv) 前述類別相關生產。估計在最壞的情況下，2030年的CT電力使用量可能佔全球溫室氣體排放量的23%。

#### 醫療保健
醫療保健產業產生的溫室氣體排放量佔全球溫室氣體排放量的4.4–4.6%。
根據一項於2013年所做的醫療保健產業的生命週期排放量研究，估計美國與此活動相關的溫室氣體排放每年可能導致額外123,000至381,000個失能調整生命年（DALY）發生。

#### 供水和衛生
本節摘自WASH#降低溫室氣體排放。
現在已有減少由供水和衛生服務產生溫室氣體排放的解決方案。這類解決方案分為三類，且有部分重疊：首先是"透過精益和高效的方法減少水和能源消耗"、其次是"擁抱循環經濟以生產能源和有價值的產品"，及第三"透過策略決策規劃減少溫室氣體排放"。:28所謂精益和高效的方法包括減少水管網路漏水損失和減少雨水或地下水滲入下水道的方法等。:29此外，透過激勵措施以鼓勵家庭和工業減少用水量和為水加熱的能源需求。:31還有另一方法可減少處理原水的能源需求：更加妥善保護水源的水質。 :32

#### 旅遊
據聯合國環境署稱，全球旅遊業是大氣中溫室氣體濃度不斷增加的重要因素。

## 其他排放特徵
人為氣候變化的責任因人而異（例如不同的群體之間）。

### 依能源類型

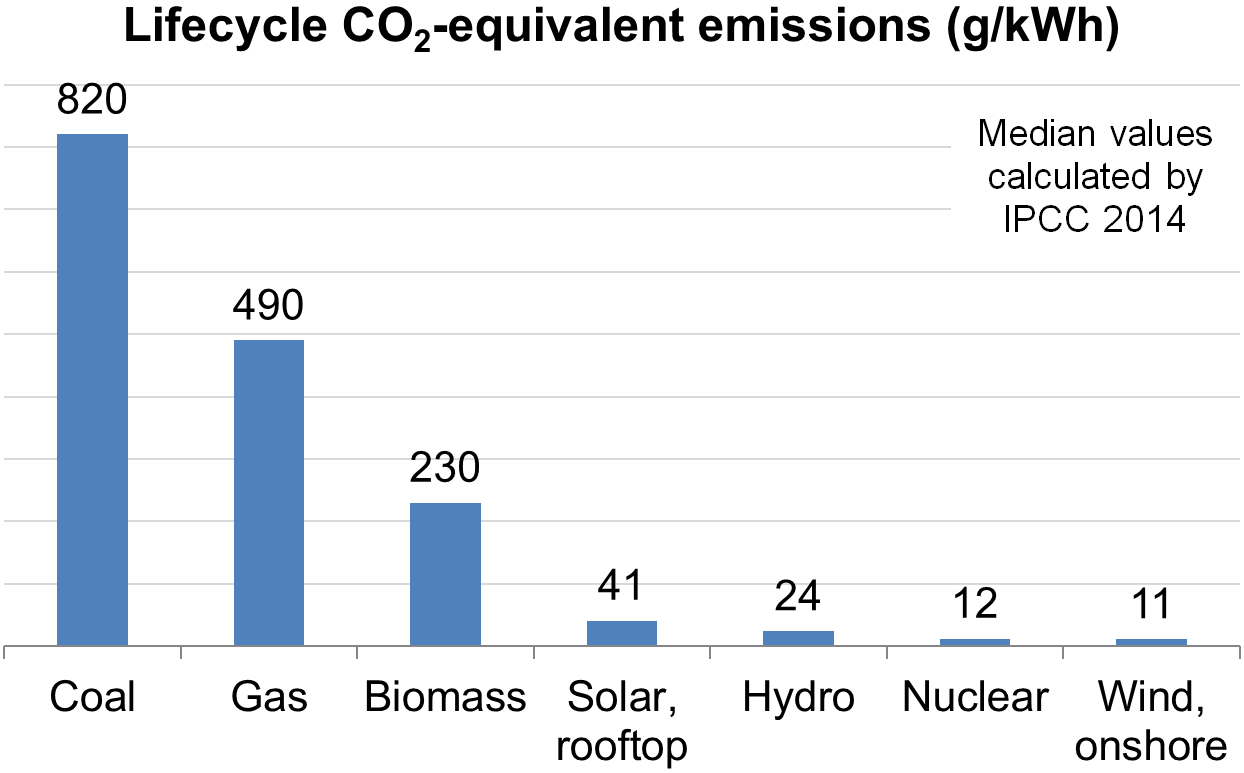
IPCC提供的資料（2014年）：不同發電技術生命週期中產生溫室氣體中位數。

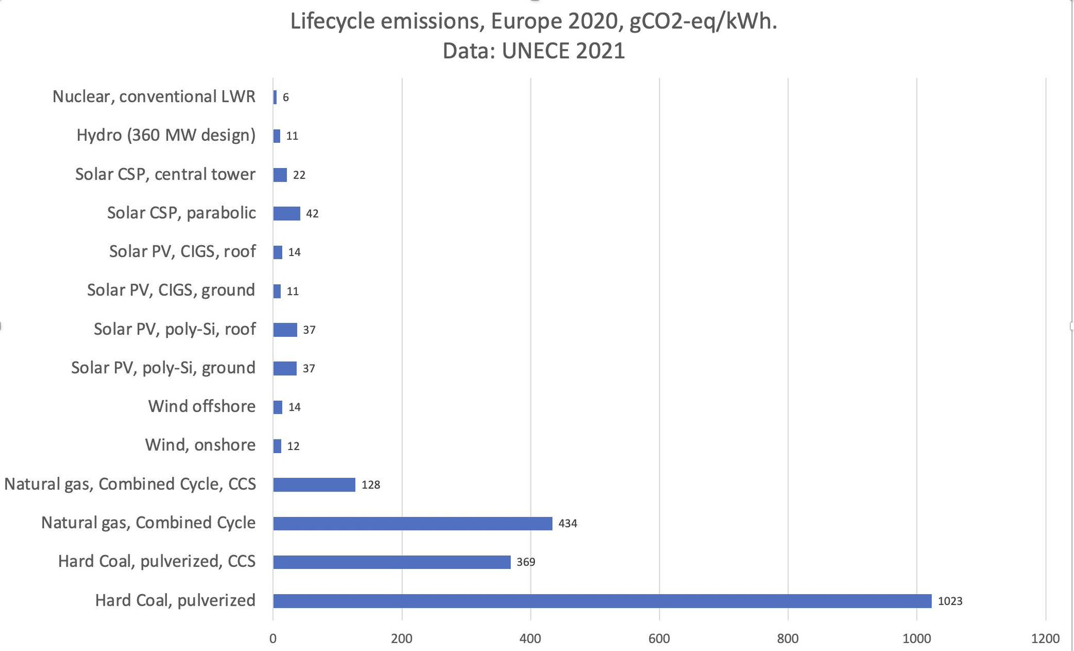
聯合國歐洲經濟委員會提供歐洲於2020年每生產1千瓦時電力所產生的生命週期溫室氣體排放（克）。

本節摘自能源生命週期溫室氣體排放。
溫室氣體排放是發電對環境的影響中的一種。衡量能源生命週期溫室氣體排放涉及透過生命週期評估，計算能源的全球暖化潛勢，通常只對電能來源做研究，但有時也會評估熱源方面的。研究結果以該能源產生的每單位電能的全球暖化潛勢為單位，量表使用二氧化碳當量與電能千瓦時 （kWh）表達。此類評估的目標是覆蓋能源的整個生命週期，從材料和燃料開採到施工、營運和廢棄物管理。
IPCC於2014年將全球主要發電來源的二氧化碳當量調查結果作統一處理（透過分析數百篇評估每種能源的獨立科學論文的結果來達成）。
煤炭是迄今為止排放最高的，其次是天然氣，而太陽能、風能和核能均為低碳能源。水力發電、生質能、地熱能和海洋能通常是低碳的，但設計不當或其他因素可能會導致個別發電廠的排放量更高。

### 世代間差異
研究人員指出老年人在溫室氣體排放上升中扮演"主導角色"，並有望成為未來導致溫室氣體排放的最大群體。人口老化、對氣候變化的低知情程度和擔憂，以及高碳產品消費（如在取暖和私人交通）等因素均會推動此一現象。當今老年人曾歷經氣候變化影響會較日後年輕人預計將遇到的為小,但他們在選舉决策中仍擁有有和其他人一樣的權利（例如每人一票），這一现象值得深思，因為他們的選擇可能會對下一代應對氣候變化產生深遠的影響。

### 依社會經濟階層

圖示，已開發國家的人均二氧化碳排放遠高於開發中國家的。排放數字上升速率大約與GDP等比，但在人均GDP抵達1萬美元後，上升速率開始變緩。 。

在所得高者過度消費生活方式推動下，全球最富有的5%人口對全球溫室氣體絕對排放的貢獻率達到37%。可見收入與人均二氧化碳排放量之間存在很強的關聯性。全球絕對排放量成長的近一半是由最富有的10%人口所造成。IPCC於2022年發表的報告指出，新興經濟體的窮人和中產階級的生活方式產生的消費量比已開發的高收入國家中高收入階層的，要低約5-50倍。地區和國家人均排放量的差異部分反映出各自不同的發展階段，但在相似的收入水平下也存在很大差異。人均排放量最高的10%家庭在全球家庭溫室氣體排放量中所佔的比例是超比例的巨大。
研究發現世界上最富裕的公民對大部分環境影響負有責任，他們必須採取強而有力的行動，才能實現更安全的環境條件。
根據英國的樂施會和斯德哥爾摩環境研究所於2020年共同發表的的報告，從1990年到2015年的25年期間，全球最富有的1%人口造成的碳排放量是最貧窮的50%人口的兩倍。在此期間，兩者分別佔累計排放量的15%和7%。處於底層的一半人口直接造成不到20%的能源足跡，且按貿易修正後的能源消耗量也低於頂層5%的人口。最大的不成比例性被認為是發生在交通領域，例如前10%的人消耗56%的車輛燃料，且進行70%的車輛購買活動。然而，富有的個人通常也是機構股東，通常具有更大的影響力，有更甚者，億萬富翁也可直接進行遊說、進行財務決策和/或控制公司。

## 減少溫室氣體排放的方法
各國政府已採取行動以減少溫室氣體排放，緩解氣候變化。 UNFCCC附件一所列國家和地區（即經合組織和前蘇聯計畫經濟體）必須定期向UNFCCC提交其應對氣候變化行動的評估:3政府實施的政策包括國家和地區減排目標、提高能源效率、支持能源轉型等。
氣候變化緩解或称去碳化（decarbonization）是為限制氣候變化，而透過減少溫室氣體排放，或是從大氣層中去除這些氣體（參見碳匯）而採取的行動。:2239近期全球平均溫度上升主要是由燃燒化石燃料（煤、石油和天然氣）所引起。減緩的做法透過轉換使用可持續能源、節約能源和提高能源效率來達到減排的目的。此外，還可透過擴大森林面積、復育濕地和利用其他自然及技術的途徑來去除大氣中的二氧化碳，這些過程統稱為碳截存。:12

## 未來排放預測
降低對會導致溫室氣體排放的產品和服務需求有三種不同的方法。首先是透過行為和文化的改變，例如改變飲食的內容，其次是改善基礎設施（例如建立良好的大眾交通網絡）,最後是改變終端技術（例如有良好隔熱的房屋比隔熱較差的會導致較少的排放）。（p. 119）
那些能減少對產品或服務需求的緩解方案可幫助人們做出減少碳足跡的個人選擇，（例如在選擇交通工具或食物時）。:5-3這表示此類緩解方案有許多社會面上可減少需求的功能（也稱為需求方緩解行動）。例如社會經濟地位高的人往往比社會經濟地位低的人會產生更多溫室氣體排放。通過減少這類人的排放和推行綠色政策，他們可成為“低碳生活方式的榜樣”。:5-4但有許多因素會影響到消費者的心理變量，例如認識和風險感知。政府政策會產生支持或是阻礙需求緩解方案的作用。例如公共政策可促進循環經濟概念以支持緩解氣候變化。:5–6減少溫室氣體排放與共享經濟有關聯。

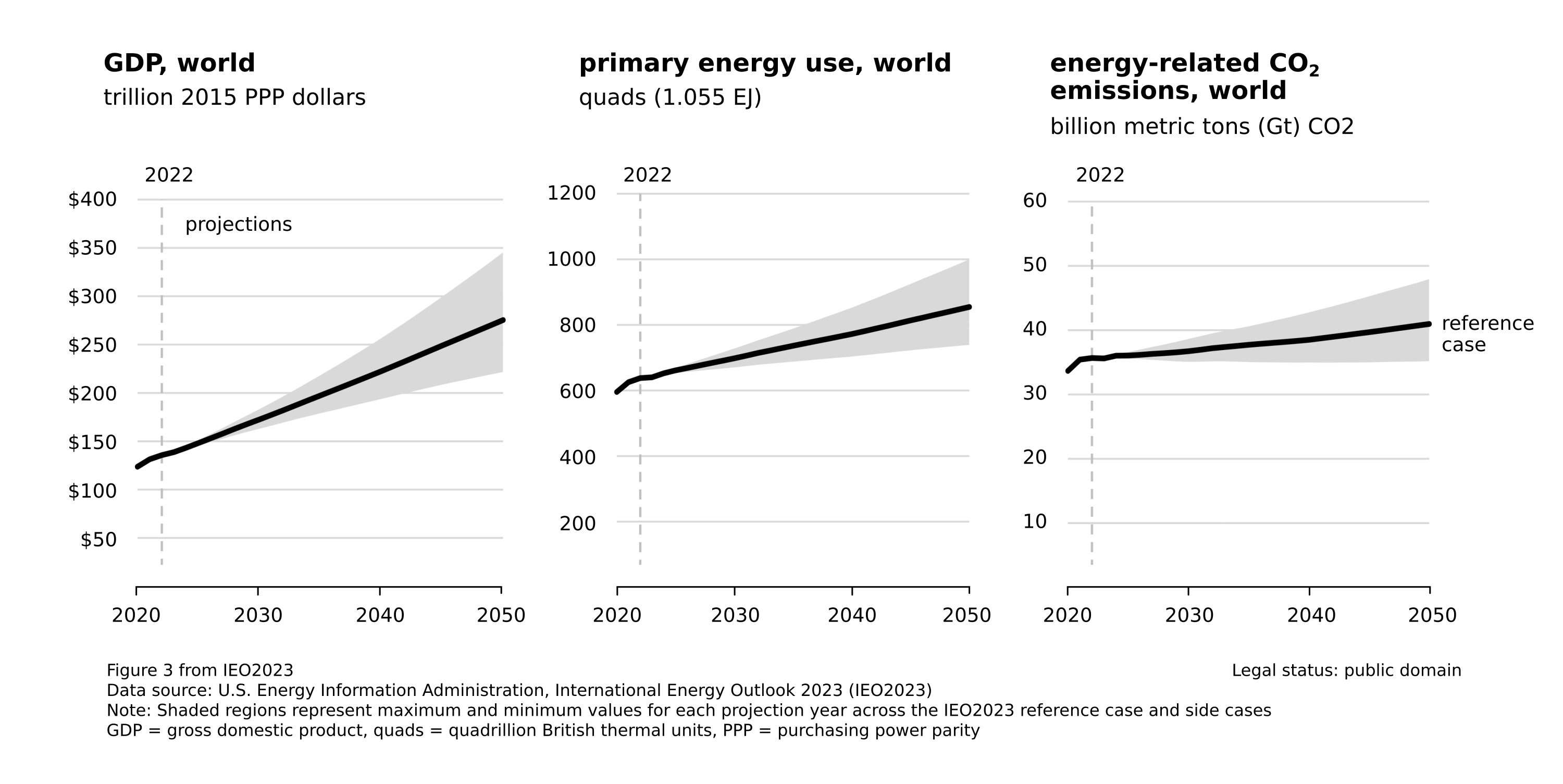
圖 3，EIA於2023年10月根據目前可確定的政策干預措施，發佈迄2050年的一系列預測，在低GDP成長情景下，二氧化碳的排放也維持低成長，否則成長越高，排放會大幅升高。

2023年10月，美國能源資訊管理局（EIA）於2023年10月根據目前可確定的政策干預措施，發佈迄2050年的一系列預測。預測將排放量浮動，而非將2050年限制僅有淨零排放。於敏感性分析中將關鍵參數改變，主要是未來GDP的成長（每年2.6%作為參考，分別為1.8%和3.4%），其次是技術學習率、未來原油價格和類似的外源投入。模型結果難以令人鼓舞。在任何情況下，與能源相關的碳排放總量都沒有低於2022年的水準（見圖3）。 這項探索提供一個基準，顯示需要採取更強有力的氣候行動。

## 國家案例

2012年全球40大溫室氣體排放國，圖左顯示所有來源，以及排除土地利用及林業相關因素的，圖右顯示人均排放量。. 印尼與巴西兩國顯示使用化石燃料的巨大效果。

### 國家列表
2019年全球最大的五個二氧化碳排放國與地區 - 中國、美國、印度、歐盟27國+英國、俄羅斯和日本，合計佔人口的51%、全球國內生產毛額（GDP）的62.5%、全球化石能源消耗總量中的62%和二氧化碳量總量中的67%。於2019年這五個國家和歐盟27國+英國的排放量和2018年相比，呈現不同的變化：相對增幅最大的是中國（+3.4%），其次是印度（+1.6%）。反而是其餘的發生下降：歐盟27國+英國（-3.8%）、美國（-2.6%）、日本（-2.1%）和俄羅斯（-0.8%）。
| 國家                                          | 總排放量 (百萬噸) | 佔比 (%) | 人均量 (噸) | 每GDP (噸/千元美金) |
| --------------------------------------------- | ----------------- | -------- | ----------- | ------------------- |
| Global Total                                  | 38,016.57         | 100.00   | 4.93        | 0.29                |
| 中國                                          | 11,535.20         | 30.34    | 8.12        | 0.51                |
| 美国                                          | 5,107.26          | 13.43    | 15.52       | 0.25                |
| EU27+UK                                       | 3,303.97          | 8.69     | 6.47        | 0.14                |
| 印度                                          | 2,597.36          | 6.83     | 1.90        | 0.28                |
| 俄羅斯                                        | 1,792.02          | 4.71     | 12.45       | 0.45                |
| 日本                                          | 1,153.72          | 3.03     | 9.09        | 0.22                |
| International Shipping                        | 730.26            | 1.92     | -           | -                   |
| 德国                                          | 702.60            | 1.85     | 8.52        | 0.16                |
| 伊朗                                          | 701.99            | 1.85     | 8.48        | 0.68                |
|                                               | 651.87            | 1.71     | 12.70       | 0.30                |
| International Aviation                        | 627.48            | 1.65     | -           | -                   |
| 印度尼西亞                                    | 625.66            | 1.65     | 2.32        | 0.20                |
| 沙烏地阿拉伯                                  | 614.61            | 1.62     | 18.00       | 0.38                |
| 加拿大                                        | 584.85            | 1.54     | 15.69       | 0.32                |
| 南非                                          | 494.86            | 1.30     | 8.52        | 0.68                |
| 墨西哥                                        | 485.00            | 1.28     | 3.67        | 0.19                |
| 巴西                                          | 478.15            | 1.26     | 2.25        | 0.15                |
|                                               | 433.38            | 1.14     | 17.27       | 0.34                |
| 土耳其                                        | 415.78            | 1.09     | 5.01        | 0.18                |
| 英国                                          | 364.91            | 0.96     | 5.45        | 0.12                |
| 義大利, 圣马力诺 and the Holy See             | 331.56            | 0.87     | 5.60        | 0.13                |
| 波蘭                                          | 317.65            | 0.84     | 8.35        | 0.25                |
| 法國 and 摩納哥                               | 314.74            | 0.83     | 4.81        | 0.10                |
| 越南                                          | 305.25            | 0.80     | 3.13        | 0.39                |
|                                               | 277.36            | 0.73     | 14.92       | 0.57                |
| 臺灣                                          | 276.78            | 0.73     | 11.65       | 0.23                |
| 泰國                                          | 275.06            | 0.72     | 3.97        | 0.21                |
| 西班牙 and Andorra                            | 259.31            | 0.68     | 5.58        | 0.13                |
| 埃及                                          | 255.37            | 0.67     | 2.52        | 0.22                |
| 马来西亚                                      | 248.83            | 0.65     | 7.67        | 0.27                |
| 巴基斯坦                                      | 223.63            | 0.59     | 1.09        | 0.22                |
| 阿联酋                                        | 222.61            | 0.59     | 22.99       | 0.34                |
| 阿根廷                                        | 199.41            | 0.52     | 4.42        | 0.20                |
| 伊拉克                                        | 197.61            | 0.52     | 4.89        | 0.46                |
| 乌克兰                                        | 196.40            | 0.52     | 4.48        | 0.36                |
| 阿尔及利亚                                    | 180.57            | 0.47     | 4.23        | 0.37                |
| 荷蘭                                          | 156.41            | 0.41     | 9.13        | 0.16                |
| 菲律賓                                        | 150.64            | 0.40     | 1.39        | 0.16                |
|                                               | 110.16            | 0.29     | 0.66        | 0.14                |
| 委內瑞拉                                      | 110.06            | 0.29     | 3.36        | 0.39                |
|                                               | 106.53            | 0.28     | 38.82       | 0.41                |
| 捷克                                          | 105.69            | 0.28     | 9.94        | 0.25                |
| 比利时                                        | 104.41            | 0.27     | 9.03        | 0.18                |
| 奈及利亞                                      | 100.22            | 0.26     | 0.50        | 0.10                |
| 科威特                                        | 98.95             | 0.26     | 23.29       | 0.47                |
|                                               | 94.99             | 0.25     | 2.90        | 0.40                |
| 阿曼                                          | 92.78             | 0.24     | 18.55       | 0.67                |
|                                               | 90.52             | 0.24     | 15.23       | 0.98                |
| 智利                                          | 89.89             | 0.24     | 4.90        | 0.20                |
| 哥伦比亚                                      | 86.55             | 0.23     | 1.74        | 0.12                |
| 羅馬尼亞                                      | 78.63             | 0.21     | 4.04        | 0.14                |
| 摩洛哥                                        | 73.91             | 0.19     | 2.02        | 0.27                |
| 奥地利                                        | 72.36             | 0.19     | 8.25        | 0.14                |
| 塞爾維亞與蒙特內哥羅                          | 70.69             | 0.19     | 7.55        | 0.44                |
| 以色列 and 巴勒斯坦                           | 68.33             | 0.18     | 7.96        | 0.18                |
| 白俄羅斯                                      | 66.34             | 0.17     | 7.03        | 0.37                |
| 希腊                                          | 65.57             | 0.17     | 5.89        | 0.20                |
| 秘魯                                          | 56.29             | 0.15     | 1.71        | 0.13                |
| 新加坡                                        | 53.37             | 0.14     | 9.09        | 0.10                |
| 匈牙利                                        | 53.18             | 0.14     | 5.51        | 0.17                |
| 利比亞                                        | 52.05             | 0.14     | 7.92        | 0.51                |
| 葡萄牙                                        | 48.47             | 0.13     | 4.73        | 0.14                |
| 緬甸                                          | 48.31             | 0.13     | 0.89        | 0.17                |
| 挪威                                          | 47.99             | 0.13     | 8.89        | 0.14                |
| 瑞典                                          | 44.75             | 0.12     | 4.45        | 0.08                |
| 香港                                          | 44.02             | 0.12     | 5.88        | 0.10                |
| 芬兰                                          | 43.41             | 0.11     | 7.81        | 0.16                |
| 保加利亚                                      | 43.31             | 0.11     | 6.20        | 0.27                |
|                                               | 42.17             | 0.11     | 1.64        | 0.36                |
|                                               | 40.70             | 0.11     | 2.38        | 0.21                |
| 瑞士 and 列支敦斯登                           | 39.37             | 0.10     | 4.57        | 0.07                |
| 新西兰                                        | 38.67             | 0.10     | 8.07        | 0.18                |
| 愛爾蘭                                        | 36.55             | 0.10     | 7.54        | 0.09                |
| 斯洛伐克                                      | 35.99             | 0.09     | 6.60        | 0.20                |
|                                               | 35.98             | 0.09     | 3.59        | 0.25                |
| 蒙古国                                        | 35.93             | 0.09     | 11.35       | 0.91                |
| 巴林                                          | 35.44             | 0.09     | 21.64       | 0.48                |
|                                               | 33.50             | 0.09     | 9.57        | 0.68                |
| 千里達及托巴哥                                | 32.74             | 0.09     | 23.81       | 0.90                |
| 突尼西亞                                      | 32.07             | 0.08     | 2.72        | 0.25                |
| 丹麦                                          | 31.12             | 0.08     | 5.39        | 0.09                |
| 古巴                                          | 31.04             | 0.08     | 2.70        | 0.11                |
| 叙利亚                                        | 29.16             | 0.08     | 1.58        | 1.20                |
| 约旦                                          | 28.34             | 0.07     | 2.81        | 0.28                |
| 斯里蘭卡                                      | 27.57             | 0.07     | 1.31        | 0.10                |
| 黎巴嫩                                        | 27.44             | 0.07     | 4.52        | 0.27                |
|                                               | 27.28             | 0.07     | 2.48        | 0.14                |
| 安哥拉                                        | 25.82             | 0.07     | 0.81        | 0.12                |
| 玻利维亚                                      | 24.51             | 0.06     | 2.15        | 0.24                |
| 苏丹 and 南蘇丹                               | 22.57             | 0.06     | 0.40        | 0.13                |
|                                               | 21.20             | 0.06     | 1.21        | 0.15                |
|                                               | 19.81             | 0.05     | 0.38        | 0.09                |
|                                               | 19.12             | 0.05     | 4.62        | 0.16                |
| 爱沙尼亚                                      | 18.50             | 0.05     | 14.19       | 0.38                |
| 衣索比亞                                      | 18.25             | 0.05     | 0.17        | 0.07                |
|                                               | 16.84             | 0.04     | 0.56        | 0.10                |
| 柬埔寨                                        | 16.49             | 0.04     | 1.00        | 0.23                |
| 新喀里多尼亞                                  | 15.66             | 0.04     | 55.25       | 1.67                |
| 斯洛維尼亞                                    | 15.37             | 0.04     | 7.38        | 0.19                |
| 尼泊尔                                        | 15.02             | 0.04     | 0.50        | 0.15                |
| 立陶宛                                        | 13.77             | 0.04     | 4.81        | 0.13                |
|                                               | 13.56             | 0.04     | 0.53        | 0.10                |
|                                               | 13.47             | 0.04     | 3.45        | 0.24                |
| 坦桑尼亚                                      | 13.34             | 0.04     | 0.22        | 0.09                |
|                                               | 11.92             | 0.03     | 1.92        | 0.35                |
| 巴拿马                                        | 11.63             | 0.03     | 2.75        | 0.09                |
| 阿富汗                                        | 11.00             | 0.03     | 0.30        | 0.13                |
| 葉門                                          | 10.89             | 0.03     | 0.37        | 0.17                |
| 辛巴威                                        | 10.86             | 0.03     | 0.63        | 0.26                |
|                                               | 10.36             | 0.03     | 1.08        | 0.19                |
| 喀麦隆                                        | 10.10             | 0.03     | 0.40        | 0.11                |
| 塞内加尔                                      | 9.81              | 0.03     | 0.59        | 0.18                |
| 盧森堡                                        | 9.74              | 0.03     | 16.31       | 0.14                |
| 莫桑比克                                      | 9.26              | 0.02     | 0.29        | 0.24                |
| 摩尔多瓦                                      | 9.23              | 0.02     | 2.29        | 0.27                |
|                                               | 8.98              | 0.02     | 1.80        | 0.09                |
| 北馬其頓                                      | 8.92              | 0.02     | 4.28        | 0.26                |
|                                               | 8.92              | 0.02     | 0.96        | 0.28                |
| 巴拉圭                                        | 8.47              | 0.02     | 1.21        | 0.09                |
| 拉脫維亞                                      | 8.38              | 0.02     | 4.38        | 0.14                |
|                                               | 8.15              | 0.02     | 0.69        | 0.21                |
| 毛里塔尼亚                                    | 7.66              | 0.02     | 1.64        | 0.33                |
| 尚比亞                                        | 7.50              | 0.02     | 0.41        | 0.12                |
| 牙买加                                        | 7.44              | 0.02     | 2.56        | 0.26                |
| 賽普勒斯                                      | 7.41              | 0.02     | 6.19        | 0.21                |
| 薩爾瓦多                                      | 7.15              | 0.02     | 1.11        | 0.13                |
|                                               | 7.04              | 0.02     | 2.96        | 0.17                |
|                                               | 7.02              | 0.02     | 15.98       | 0.26                |
|                                               | 6.78              | 0.02     | 0.96        | 0.12                |
| 乌拉圭                                        | 6.56              | 0.02     | 1.89        | 0.09                |
| 亞美尼亞                                      | 5.92              | 0.02     | 2.02        | 0.15                |
|                                               | 5.91              | 0.02     | 36.38       | 1.51                |
| 尼加拉瓜                                      | 5.86              | 0.02     | 0.92        | 0.17                |
| 刚果共和国                                    | 5.80              | 0.02     | 1.05        | 0.33                |
| 阿尔巴尼亚                                    | 5.66              | 0.01     | 1.93        | 0.14                |
| 乌干达                                        | 5.34              | 0.01     | 0.12        | 0.06                |
| 纳米比亚                                      | 4.40              | 0.01     | 1.67        | 0.18                |
| 模里西斯                                      | 4.33              | 0.01     | 3.41        | 0.15                |
| 马达加斯加                                    | 4.20              | 0.01     | 0.16        | 0.09                |
|                                               | 4.07              | 0.01     | 0.47        | 0.11                |
| 冰島                                          | 3.93              | 0.01     | 11.53       | 0.19                |
| 波多黎各                                      | 3.91              | 0.01     | 1.07        | 0.04                |
|                                               | 3.83              | 0.01     | 13.34       | 0.85                |
| 布吉納法索                                    | 3.64              | 0.01     | 0.18        | 0.08                |
| 海地                                          | 3.58              | 0.01     | 0.32        | 0.18                |
| 加彭                                          | 3.48              | 0.01     | 1.65        | 0.11                |
| 赤道几内亚                                    | 3.47              | 0.01     | 2.55        | 0.14                |
| 留尼汪                                        | 3.02              | 0.01     | 3.40        | -                   |
| 刚果民主共和国                                | 2.98              | 0.01     | 0.03        | 0.03                |
| 几内亚                                        | 2.92              | 0.01     | 0.22        | 0.09                |
| 多哥                                          | 2.85              | 0.01     | 0.35        | 0.22                |
| 巴哈马                                        | 2.45              | 0.01     | 6.08        | 0.18                |
| 尼日尔                                        | 2.36              | 0.01     | 0.10        | 0.08                |
| 不丹                                          | 2.12              | 0.01     | 2.57        | 0.24                |
| 苏里南                                        | 2.06              | 0.01     | 3.59        | 0.22                |
|                                               | 1.95              | 0.01     | 5.07        | -                   |
|                                               | 1.87              | 0.00     | 4.17        | -                   |
| 马拉维                                        | 1.62              | 0.00     | 0.08        | 0.08                |
|                                               | 1.52              | 0.00     | 1.94        | 0.20                |
|                                               | 1.40              | 0.00     | 0.18        | 0.10                |
| 斐济                                          | 1.36              | 0.00     | 1.48        | 0.11                |
| 帛琉                                          | 1.33              | 0.00     | 59.88       | 4.09                |
| 澳門                                          | 1.27              | 0.00     | 1.98        | 0.02                |
| 利比里亚                                      | 1.21              | 0.00     | 0.24        | 0.17                |
| 卢旺达                                        | 1.15              | 0.00     | 0.09        | 0.04                |
|                                               | 1.14              | 0.00     | 0.81        | 0.11                |
|                                               | 1.05              | 0.00     | 1.06        | 0.20                |
| 塞舌尔                                        | 1.05              | 0.00     | 10.98       | 0.37                |
| 馬爾他                                        | 1.04              | 0.00     | 2.41        | 0.05                |
|                                               | 1.03              | 0.00     | 0.05        | 0.02                |
|                                               | 1.02              | 0.00     | 1.83        | 0.26                |
|                                               | 0.97              | 0.00     | 0.06        | 0.57                |
| 馬爾地夫                                      | 0.91              | 0.00     | 2.02        | 0.09                |
|                                               | 0.89              | 0.00     | 0.06        | 0.04                |
| 阿鲁巴                                        | 0.78              | 0.00     | 7.39        | 0.19                |
|                                               | 0.75              | 0.00     | 0.14        | 0.08                |
| 賴索托                                        | 0.75              | 0.00     | 0.33        | 0.13                |
| 直布罗陀                                      | 0.69              | 0.00     | 19.88       | 0.45                |
|                                               | 0.61              | 0.00     | 2.06        | -                   |
| 法屬玻里尼西亞                                | 0.60              | 0.00     | 2.08        | 0.10                |
|                                               | 0.59              | 0.00     | 0.27        | 0.11                |
| 格陵兰                                        | 0.54              | 0.00     | 9.47        | 0.19                |
| 安地卡及巴布達                                | 0.51              | 0.00     | 4.90        | 0.24                |
| 中非                                          | 0.49              | 0.00     | 0.10        | 0.11                |
|                                               | 0.44              | 0.00     | 0.22        | 0.11                |
| 开曼群岛                                      | 0.40              | 0.00     | 6.38        | 0.09                |
| 东帝汶                                        | 0.38              | 0.00     | 0.28        | 0.10                |
|                                               | 0.37              | 0.00     | 0.95        | 0.14                |
| 百慕大                                        | 0.35              | 0.00     | 5.75        | 0.14                |
|                                               | 0.34              | 0.00     | 0.03        | 0.04                |
| 圣卢西亚                                      | 0.30              | 0.00     | 1.65        | 0.11                |
| 西撒哈拉                                      | 0.30              | 0.00     | 0.51        | -                   |
| 格瑞那達                                      | 0.23              | 0.00     | 2.10        | 0.12                |
|                                               | 0.21              | 0.00     | 0.25        | 0.08                |
| 圣基茨和尼维斯                                | 0.19              | 0.00     | 3.44        | 0.14                |
| 聖多美和普林西比                              | 0.16              | 0.00     | 0.75        | 0.19                |
|                                               | 0.15              | 0.00     | 1.32        | 0.11                |
| 萨摩亚                                        | 0.14              | 0.00     | 0.70        | 0.11                |
| 所罗门群岛                                    | 0.14              | 0.00     | 0.22        | 0.09                |
|                                               | 0.13              | 0.00     | 1.16        | 0.20                |
|                                               | 0.13              | 0.00     | 3.70        | 0.13                |
| 英屬維爾京群島                                | 0.12              | 0.00     | 3.77        | 0.17                |
| 多米尼克                                      | 0.10              | 0.00     | 1.38        | 0.12                |
|                                               | 0.09              | 0.00     | 0.30        | 0.09                |
|                                               | 0.06              | 0.00     | 9.72        | -                   |
| 庫克群島                                      | 0.04              | 0.00     | 2.51        | -                   |
| 福克蘭群島                                    | 0.03              | 0.00     | 10.87       | -                   |
| 基里巴斯                                      | 0.03              | 0.00     | 0.28        | 0.13                |
|                                               | 0.02              | 0.00     | 1.54        | 0.12                |
| 聖赫勒拿, Template:Country data Ascension and | 0.02              | 0.00     | 3.87        | -                   |
| 法罗群岛                                      | 0.00              | 0.00     | 0.04        | 0.00                |

### 美國

雖然美國的人均和平均GDP排放有大幅下降，但將其他經濟因素列入考慮，其降幅並不算顯著。

本節摘自美國溫室氣體排放。
美國於2020年產生52億噸二氧化碳當量溫室氣體排放，[僅次於中國，位居世界第二，美國是人均溫室氣體排放量最高的國家之一。 估計中國於2019年排放的溫室氣體是全球的27%，其次是美國（佔11%），然後是印度（佔6.6%）。總計美國已排放世界溫室氣體的四分之一，比任何一個國家均多。人均年排放量超過15噸。然而國際能源署估計，美國最富有的十分之一人群每年人均排放超過55噸。由於燃煤發電廠逐漸關閉，該國於2010年代的發電廠排放量下降，次於交通運輸，交通運輸目前是最大的單一排放源。美國溫室氣體排放量於2020年中有27%來自交通運輸、25%來自電力生產、24%來自工業、13%來自商業和住宅建築，及11%來自農業。於2021年，電力業仍是美國第二大溫室氣體排放源，占總量的25%。這些溫室氣體排放會加劇美國乃至全世界的氣候變化。
美國不同經濟部門溫室氣體排放組成。

### 中國
本節摘自中國溫室氣體排放。
中國的溫室氣體排放無論在生產或消費方面都是世界上排名第一，主要來自煤炭燃燒，包括燃煤發電、煤炭開採以及使用高爐生產鋼鐵。在衡量生產排放方面，中國於2019年排放超過14億噸二氧化碳當量，佔世界總量的27%。當以基於消費的方式衡量方面，將進口商品相關的排放量計入，並將出口商品相關的排放量剔除，中國的排放量為13吉噸，佔全球排放量的25%。

### 印度
本節摘自印度氣候變化#溫室氣體排放。
印度的溫室氣體排放位居世界第三，主要來源是煤炭。印度於2016年排放2.8吉噸二氧化碳當量（2.5吉噸，含土地利用、土地利用改變與林業（LULUCF））。79%是二氧化碳、4%是甲烷及5%是一氧化二氮。印度每年排放約3吉噸二氧化碳當量的溫室氣體，人均排放約兩噸，是世界平均的一半。該國的排放量佔全球排放量的7%。

## 社會與文化

### COVID-19大流行的影響
全球二氧化碳排放量於2020年下降6.4%，即23億噸。氮氧化物排放量於2020年4月下降高達30%。在中國，封鎖和其他措施讓煤炭消耗量減少26%，氮氧化物排放量減少50%。.溫室氣體排放量在疫情後期因許多國家開始取消限制而出現反彈，疫情政策對氣候變化的長期直接影響似可忽略不計。

## 外部連結
- The official greenhouse gas emissions data of developed countries （页面存档备份，存于） from the UNFCCC
- Annual Greenhouse Gas Index (AGGI) （页面存档备份，存于） from NOAA
- NOAA CMDL CCGG – Interactive Atmospheric Data Visualization （页面存档备份，存于） NOAA CO2 data
- IPCC Website （页面存档备份，存于）
  - Official IPCC Sixth Assessment Report website （页面存档备份，存于）